# Automobil-Veteranen-Salon
Der Automobil-Veteranen-Salon ist ein Automuseum in Bayern.

## Geschichte
Jürgen Viktor Mayr begann in den 1960er Jahren mit der Suche nach außergewöhnlichen alten Autos speziell in Frankreich, Spanien und Portugal, teilweise von Schrottplätzen. Er holte sie nach Deutschland und restaurierte sie, falls nötig. 1972 öffnete er sein Automuseum in Gundelfingen an der Donau. Es war jahrelang im Sommer täglich geöffnet. Mit den Jahren gingen die Besucherzahlen zurück. Als er am 1. Mai 2011 keinen einzigen Besucher hatte, obwohl hunderte von Radfahrern vorbeifuhren, fasste der damals 70-Jährige den Entschluss, zukünftig nur noch nach Vereinbarung zu öffnen.
Es ist nicht sicher, ob das Museum weiterhin zugänglich ist. In einem Buch über Automuseen von 2014 ist kein Eintrag. Auf der Internetseite der Deutschen Museumsstraße war am 12. November 2022 kein Eintrag. Die Stadt Gundelfingen führt das Museum noch auf.

## Ausstellungsgegenstände
Ausgestellt sind etwa 15 Autos und 9 Motorräder. Eine andere Quelle nennt 20 Autos, 10 Motorräder, 5 Mopeds, 2 Fahrräder, 6 Lastkraftwagen, 20 Traktoren und 5 Motoren.
Der Fahrzeugkatalog des Museums, der 1982 anlässlich des 10-jährigen Bestehens herausgegeben wurde, beschreibt viele der Fahrzeuge. Einige sind Einzelstücke.
1. Hispano-Suiza 12–15 HP von 1908, das erste Exemplar dieses Modells
2. Rolland-Pilain RP 5 von 1913
3. Grégoire 132 B von 1919
4. Automobiles Unic 4 L 61 T von 1925
5. Georges Irat 4 A von 1926
6. Talbot M 67 von 1927
7. Opel 4/16 PS von 1927
8. Hispano-Suiza Tipo 49 von 1927
9. Unic 8 RH 3 von 1930
10. Delage Type D.8.15 von 1933
11. Salmson S 4 DA von 1935
12. MG TC von 1946
13. Ferrari 212 Export von 1952
14. Vermorel ZX Sport von 1923
15. Lancia Appia GTE von 1957

Außerdem wird ein Alfa Romeo 1900 SS mit einer Karosserie der Carrozzeria Touring genannt. Die Nutzfahrzeuge stammen von FAMO, Hanomag, Lanz und MAN.
Daneben sind die Motorräder Laurin & Klement CCD von 1904, Neander 1000 MAG von 1929, Imperia 500 Sport von 1929, Standard 350 von 1930, Victoria KR 6 von 1935 mit Seitenwagen, BMW R 6 von 1937, BMW R 75 Gespann von 1943, Riedel R 100 von 1950 und Adler M 250 von 1956 aufgelistet.